# Vernonia capensis
Vernonia capensis là một loài thực vật có hoa trong họ Cúc. Loài này được (Houtt.) Druce miêu tả khoa học đầu tiên.